# The Remedy (I Won't Worry)
"The Remedy (I Won't Worry)" là đĩa đơn đầu tiên của Jason Mraz trong album đầu tay Waiting for My Rocket to Come vào năm 2002. Bài hát nói về Charlie Mingroni - một người bạn tốt của Jason, đang phải đối mặt với căn bệnh ung thư và điều đó đã làm thay đổi cái nhìn về cuộc sống của Jason như thế nào. Thỉnh thoảng, trong những buổi biểu diễn của mình, Jason hát một đoạn trong ca khúc "Wonderwall" của Oasis giữa "The Remedy". Bài hát này ca khúc đạt đến Top 40 đầu tiên của Jason Mraz với vị trí #14 trên bảng xếp hạng Billboard Hot 100. Cho đến đĩa đơn "I'm Yours" năm 2008 Jason Mraz mới lặp lại được thành tích này.

## Danh sách bài hát
1. "The Remedy (I Won't Worry)" [phiên bản album]
2. "Tonight, Not Again" (trực tiếp)
3. "Curbside Prophet" (trực tiếp)
4. "The Remedy (I Won't Worry)" (trực tiếp)

### Đĩa đơn phát hành tại UK
1. "The Remedy (I Won't Worry)" [chỉnh sửa radio]
2. "Tonight, Not Again" (trực tiếp)
3. "The Remedy (I Won't Worry)" (trực tiếp)

## Thứ hạng
| Bảng xếp hạng                          | Vị trí |
| -------------------------------------- | ------ |
| U.S. Billboard Hot 100                 | 15     |
| U.S. Billboard Hot Adult Top 40 Tracks | 4      |
| UK Singles Chart                       | 79     |
| Dutch Singles Chart                    | 12     |
| Australian Singles Chart               | 63     |
| New Zealand Singles Chart              | 32     |